# Барань
Бара́нь (бел. Барань) — город в Оршанском районе Витебской области Беларуси. Административный центр Бараньского горсовета. Расположен в 9 км от железнодорожной станции города Орша. 
Численность населения — 10 131 человек (на 1 января 2025 года). 

## География
Город расположен на Восточно-Европейской равнине на высоте 170—190 м над уровнем моря, в низине, окружённой рядом невысоких холмов. Находится на реке Адров (правый приток Днепра).

### Климат
Климат умеренно-континентальный с преобладающим влиянием морских воздушных масс, переносимых системой циклонов с Атлантического океана. Самый холодный месяц — январь (−10,20 °C), самый теплый — июль (+23,8 °C).

## Геральдика
Герб и флаг учреждены Указом Президента Республики Беларусь от 20 января 2006 года № 36 и зарегистрированы в Государственном геральдическом регистре Республики Беларусь 6 февраля 2006 года № Б-54  и Б-55. 
Герб: В голубом поле испанского щита золотой вилообразный крест, в центре которого размещён охотничий рожок натурального цвета, сверху — серебряный кавалерский крест.
Флаг: Прямоугольное полотнище с соотношением сторон 1:2, в нижней части которого расположены две полосы: голубая, над ней жёлтая, составляющие соответственно ¼ и 1/8 ширины полотнища, в центре верхней части находится изображение герба города Барань.

## История города

### Первые упоминания
В 1518 году Село Барань (позже Старая Барань) принадлежало князю К. И. Острожскому, с 1541 года — собственность его сына И. К. Острожского. В документах 1591 года фольварок Барань упоминается в составе Копысского имения. В 1598 году владелец Копыси гетман Великого княжества Литовского князь Крыштоф Радзивил основал в Оршанском повете местечко Барань, куда перевёл подданных со Старой Барани. В привилеи гетмана от 30 октября 1598 года сообщается, что он «…заложил на гостинце от Борисова до Орши место на Барани…». В этом местечке войту (служебная должность в Великом княжестве Литовском, возглавлял местное — городское или сельское — управление или самоуправление) разрешалось определять торговый день, в который приезжали торговцы из окрестных селений.

### Война с Наполеоном (1812 год )
Генерал граф Витгенштейн рапортует от 13 ноября, что того же дня прибыл он в селение Барань, дабы отрезать неприятелю Лепельскую дорогу и иметь способ действовать на Веселова, равно и по большой дороге, ведущей к Борисову; притом доносит, что, подойдя в Кострицы, 15-го числа намерен он атаковать неприятеля вместе с графом Платовым или в Немоницах, или в Веселове.

### XX век
15 июля 1935 года деревня Барань получила статус рабочего посёлка Оршанского района.

### Великая Отечественная война
Поселок был оккупирован 16 июля 1941 года.
Евреев Барани немцы согнали в гетто, а 8 апреля 1942 года убили последних ещё оставшихся в живых.
12 февраля 1965 года рабочий посёлок Барань был передан в подчинение Оршанского горсовета, 17 мая 1972 года преобразован в город районного подчинения.

## Демография
Численность населения — 10 131 человек (на 1 января 2025 года).
| Численность населения: |
| График не отображается по техническим причинам. Чтобы исправить это, воспроизведите график в новом формате, если это возможно. |

| Год         | 1939 | 1959  | 1970   | 1979  | 1989   | 2011   | 2016   | 2018    | 2023    | 2024 | 2025    |
| ----------- | ---- | ----- | ------ | ----- | ------ | ------ | ------ | ------- | ------- | ---- | ------- |
| Численность | 1589 | ▲6550 | ▲10342 | ▼9886 | ▲13556 | ▼11540 | ▼11343 | ▼11 154 | ▼10 301 |      | ▼10 131 |

В 1939 году среди 1589 жителей насчитывалось 1240 белорусов, 154 русских, 82 поляка, 81 еврей, 18 украинцев и 14 представителей других национальностей.
В 2017 году в Барани родилось 114 и умерло 147 человек. Коэффициент рождаемости — 10,2 на 1000 человек (средний показатель по району — 9,3, по Витебской области — 9,6, по Республике Беларусь — 10,8), коэффициент смертности — 13,1 на 1000 человек (средний показатель по району — 13,7, по Витебской области — 14,4, по Республике Беларусь — 12,6).

## Экономика
Завод «Красный Октябрь» — ранее секретное режимное предприятие. Переименован в Государственную Промышленную Фирму «Лёс» (по-русски «Судьба») в середине 1990-х годов. В советские времена завод «Красный Октябрь» выпускал радиотехническую продукцию военного и гражданского назначения, которая по качеству конкурировала с продукцией Motorola и Bell System. Завод участвовал в космической программе «Буран» в конце 1980-х годов.
В 2011 году фирма «Лёс» переименована в «Техника Связи».

## Культура и образование
В городе находятся две средние общеобразовательные школы № 15 и № 18 и детская школа искусств № 3. В 2007 году на базе средней школы № 22 появилось новое учреждение образования — «Государственный общеобразовательный лицей города Барани», где на повышенном уровне изучаются 11 различных предметов. С 2009 года лицей был реорганизован в «Государственную общеобразовательную гимназию города Барани».
В школе № 15 действует музей «Оршанщина литературная», экспозиция которого посвящена жизни и творчеству белорусских писателей Янке Сипакову, Миколе Садковичу, Юрию Богушевичу, но ведущее место отведено земляку, редактору республиканского журнала «Вожык» Владимиру Корбану. Школа носит его имя.
Также в Барани расположен Дворец культуры.
В Барани расположена любительская астрономическая обсерватория Taurus-1, первая белорусская обсерватория, зарегистрированная в международном Центре малых планет.

## Достопримечательность
- Богадельня (1905)

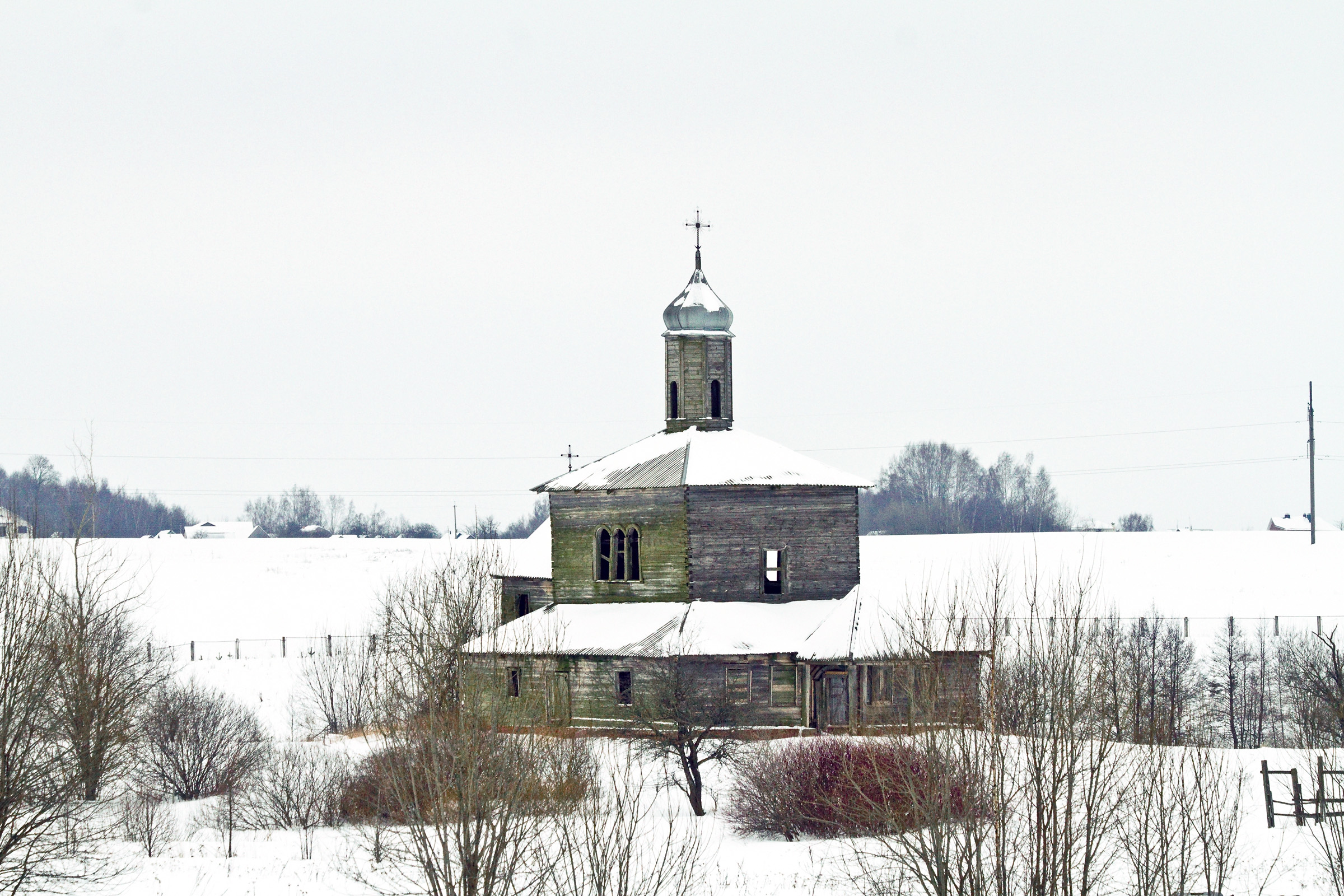
Церковь Покрова Пресвятой Богородицы

- Здание механического завода (конец XIX—начало XX вв.)
- В городе находилась православная церковь Преображения Господня, с приделом Покрова Пресвятой Богородицы, построенная в 1704 г. В 1989 её перевезли в Белорусский государственный музей народной архитектуры и быта

### Памятник, скульптура
- Памятный знак в честь основания города
- Братская могила советских воинов и партизан
- Памятник В. И. Ленину
- Памятник освободителям